# Fracción de Guadalupe
Fracción de Guadalupe es una localidad del estado mexicano de Guanajuato. Es parte del municipio de Tierra Blanca.

## Toponimia
El nombre «Guadalupe» hace referencia a la santa patrona de la localidad: Nuestra Señora de Guadalupe.

## Demografía
| Gráfica de evolución demográfica |
|                                  |

| Censo | Población |
| ----- | --------- |
| 1910  | 367       |
| 1921  | 116       |
| 1930  | 166       |
| 1940  | 243       |
| 1950  | 254       |
| 1960  | 263       |
| 1970  | 375       |
| 1980  | 317       |
| 1990  | 560       |
| 2000  | 773       |
| 2010  | 980       |
| 2020  | 1 016     |